# Стів Дентон
Стів Дентон (англ. Steve Denton; нар. 5 вересня 1956) — колишній американський тенісист.
Найвищу одиночну позицію світового рейтингу — 12 місце досяг 18 квітня, 1983, парну — 2 місце — 15 серпня, 1983 року.
Здобув 18 парних титулів.
Перемагав на турнірах Великого шолома в парному розряді.
Завершив кар'єру 1987 року.

## Фінали турнірів Великого шолома

### Одиночний розряд (2 поразки)
| Результат | Рік  | Турнір                                 | Покриття | Суперник   | Рахунок            |
| --------- | ---- | -------------------------------------- | -------- | ---------- | ------------------ |
| Поразка   | 1981 | Відкритий чемпіонат Австралії з тенісу | Трава    | Йохан Крік | 6–2, 7–6, 6–7, 6–4 |
| Поразка   | 1982 | Відкритий чемпіонат Австралії (2)      | Трава    | Йохан Крік | 6–3, 6–3, 6–2      |

### Парний розряд (1–1)
| Результат | Рік  | Турнір                                 | Покриття | Партнер       | Суперники                  | Рахунок                 |
| --------- | ---- | -------------------------------------- | -------- | ------------- | -------------------------- | ----------------------- |
| Перемога  | 1982 | Відкритий чемпіонат США з тенісу       | Трава    | Кевін Каррен  | Віктор Амая Генк Пфістер   | 6–2, 6–7, 5–7, 6–2, 6–4 |
| Поразка   | 1983 | Відкритий чемпіонат Австралії з тенісу | Трава    | Шервуд Стюарт | Марк Едмондсон Пол Макнамі | 6–3, 7–6                |

### Мікст (3 поразки)
| Результат | Рік  | Турнір                           | Покриття | Партнер         | Суперники                 | Рахунок       |
| --------- | ---- | -------------------------------- | -------- | --------------- | ------------------------- | ------------- |
| Поразка   | 1983 | Вімблдонський турнір             | Трава    | Біллі Джин Кінг | Джон Ллойд Венді Тернбулл | 6–7, 7–6, 7–5 |
| Поразка   | 1983 | Відкритий чемпіонат США з тенісу | Трава    | Джоанн Расселл  | Енн Сміт Кевін Каррен     | 6–4, 7–6      |
| Поразка   | 1984 | Вімблдонський турнір (2)         | Трава    | Кеті Джордан    | Джон Ллойд Венді Тернбулл | 6–3, 6–3      |

## Часова шкала результатів на турнірах Великого шлему
| W | Ф | ПФ | ЧФ | #Р | КТ | К# | DNQ | A | NH |

### Одиночний розряд
| Турнір                                 | 1980  | 1981  | 1982  | 1983  | 1984  | 1985  | 1986  | 1987  | 1988  | SR     |
| -------------------------------------- | ----- | ----- | ----- | ----- | ----- | ----- | ----- | ----- | ----- | ------ |
| Відкритий чемпіонат Австралії з тенісу | К3р   | Ф     | Ф     | 3р    | 1р    | 2р    | NH    | 1р    |       | 0 / 6  |
| Відкритий чемпіонат Франції з тенісу   |       |       | 1р    |       | 1р    |       |       |       |       | 0 / 2  |
| Вімблдонський турнір                   | К2р   | 1р    | 4р    | 1р    | 1р    | 2р    | К2р   | К2р   | К2р   | 0 / 5  |
| Відкритий чемпіонат США з тенісу       |       | 1р    | 4р    | 3р    | 2р    | 1р    |       |       |       | 0 / 5  |
| Strike rate                            | 0 / 0 | 0 / 3 | 0 / 4 | 0 / 3 | 0 / 4 | 0 / 3 | 0 / 0 | 0 / 1 | 0 / 0 | 0 / 18 |

## Фінали за кар'єру

### Парний розряд (18–21)
| Результат | Ранг | Дата | Турнір                                           | Покриття   | Партнер                     | Суперники                              | Рахунок                 |
| --------- | ---- | ---- | ------------------------------------------------ | ---------- | --------------------------- | -------------------------------------- | ----------------------- |
| Поразка   | 1.   | 1979 | Гонконг                                          | Килим      | Марк Терпін                 | Пет Дюпре Роберт Лутц                  | 3–6, 4–6                |
| Перемога  | 1.   | 1980 | Денвер, США                                      | Килим      | Кевін Каррен                | Войцех Фібак Гайнц Ґюнтгардт           | 7–5, 6–2                |
| Поразка   | 2.   | 1980 | Вашингтон, США                                   | Килим      | Кевін Каррен                | Ферді Тейган Браян Тічер               | 6–4, 3–6, 6–7           |
| Поразка   | 3.   | 1980 | Норт-Конвей, США                                 | Ґрунт      | Кевін Каррен                | Джиммі Коннорс Браян Готтфрід          | 6–7, 2–6                |
| Перемога  | 2.   | 1980 | Індіанаполіс, США                                | Ґрунт      | Кевін Каррен                | Войцех Фібак Іван Лендл                | 3–6, 7–6, 6–4           |
| Перемога  | 3.   | 1980 | Барселона, Іспанія                               | Ґрунт      | Іван Лендл                  | Павел Сложил Балаж Тароці              | 6–2, 6–7, 6–3           |
| Перемога  | 4.   | 1980 | Базель, Швейцарія                                | Тверде (i) | Кевін Каррен                | Боб Г'юїтт Фрю Макміллан               | 6–7, 6–4, 6–4           |
| Поразка   | 4.   | 1980 | Болонья, Італія                                  | Килим      | Пол Макнамі                 | Балаж Тароці Балч Волтс                | 6–2, 3–6, 0–6           |
| Перемога  | 5.   | 1981 | Монтеррей, Мексика                               | Килим      | Кевін Каррен                | Йохан Крік Расселл Сімпсон (тенісист)  | 7–6, 6–3                |
| Поразка   | 5.   | 1981 | Брюссель, Бельгія                                | Килим      | Кевін Каррен                | Сенді Меєр Фрю Макміллан               | 6–4, 3–6, 3–6           |
| Поразка   | 6.   | 1981 | Лондон/Queen's Club, Англія                      | Трава      | Кевін Каррен                | Пет Дюпре Браян Тічер                  | 6–3, 6–7, 9–11          |
| Перемога  | 6.   | 1981 | Індіанаполіс, США                                | Ґрунт      | Кевін Каррен                | Рауль Рамірес Вен Вінітскі             | 6–3, 5–7, 7–5           |
| Перемога  | 7.   | 1981 | Відень, Австрія                                  | Тверде (i) | Тім Вілкінсон               | Семмі Джаммалва Фред Макнеер           | 4–6, 6–3, 6–4           |
| Перемога  | 8.   | 1981 | Стокгольм, Швеція                                | Тверде (i) | Кевін Каррен                | Шервуд Стюарт Ферді Тейган             | 6–7, 6–4, 6–0           |
| Поразка   | 7.   | 1982 | Masters Doubles WCT, Лондон                      | Килим      | Кевін Каррен                | Гайнц Ґюнтгардт Балаж Тароці           | 7–6, 3–6, 5–7, 4–6      |
| Перемога  | 9.   | 1982 | Денвер, США                                      | Килим      | Кевін Каррен                | Філ Дент Кім Ворвік                    | 6–4, 6–4                |
| Перемога  | 10.  | 1982 | Мемфіс, США                                      | Килим      | Кевін Каррен                | Пітер Флемінг Джон Макінрой            | 7–6, 4–6, 6–2           |
| Поразка   | 8.   | 1982 | Мюнхен-2 WCT, Німеччина                          | Килим      | Кевін Каррен                | Марк Едмондсон Томаш Шмід              | 6–4, 5–7, 2–6           |
| Перемога  | 11.  | 1982 | Frankfurt, Німеччина                             | Килим      | Марк Едмондсон              | Тоні Джаммалва Тім Майотт              | 6–7, 6–3, 6–3           |
| Перемога  | 12.  | 1982 | Х'юстон, США                                     | Ґрунт      | Кевін Каррен                | Марк Едмондсон Пітер Макнамара         | 7–5, 6–4                |
| Перемога  | 13.  | 1982 | Торонто, Канада                                  | Тверде     | Кевін Каррен                | Пітер Флемінг Джон Макінрой            | 6–7, 7–5, 6–2           |
| Поразка   | 9.   | 1982 | Мастерс Цинциннаті, США                          | Тверде     | Марк Едмондсон              | Пітер Флемінг Джон Макінрой            | 2–6, 3–6                |
| Перемога  | 14.  | 1982 | Відкритий чемпіонат США з тенісу, Нью-Йорк       | Тверде     | Кевін Каррен                | Віктор Амая Генк Пфістер               | 6–2, 6–7, 5–7, 6–2, 6–4 |
| Поразка   | 10.  | 1982 | Сідней, Австралія                                | Тверде (i) | Марк Едмондсон              | Джон Макінрой Пітер Реннерт            | 3–6, 6–7                |
| Перемога  | 15.  | 1983 | Філадельфія, США                                 | Килим      | Кевін Каррен                | Пітер Флемінг Джон Макінрой            | 6–4, 7–6                |
| Перемога  | 16.  | 1983 | Munich WCT, Німеччина                            | Килим      | Кевін Каррен                | Гайнц Ґюнтгардт Балаж Тароці           | 7–5, 2–6, 6–1           |
| Перемога  | 17.  | 1983 | Х'юстон WCT, США                                 | Ґрунт      | Кевін Каррен                | Марк Діксон Томаш Шмід                 | 7–6, 6–7, 6–1           |
| Перемога  | 18.  | 1983 | Лас-Вегас, США                                   | Тверде     | Кевін Каррен                | Трейсі Делатт Йохан Крік               | 6–3, 7–5                |
| Поразка   | 11.  | 1983 | Forest Hills WCT, США                            | Ґрунт      | Кевін Каррен                | Трейсі Делатт Йохан Крік               | 7–6, 5–7, 3–6           |
| Поразка   | 12.  | 1983 | Лондон/Queen's Club, Англія                      | Трава      | Кевін Каррен                | Браян Готтфрід Пол Макнамі             | 4–6, 3–6                |
| Поразка   | 13.  | 1983 | Даллас, США                                      | Тверде     | Шервуд Стюарт               | Ндука Одізор Вен Вінітскі              | 3–6, 5–7                |
| Поразка   | 14.  | 1983 | Токіо Indoor, Японія                             | Килим      | Джон Фіцджеральд (тенісист) | Марк Едмондсон Шервуд Стюарт           | 1–6, 4–6                |
| Поразка   | 15.  | 1983 | Вемблі, Англія                                   | Килим      | Шервуд Стюарт               | Пітер Флемінг Джон Макінрой            | 3–6, 4–6                |
| Поразка   | 16.  | 1983 | Відкритий чемпіонат Австралії з тенісу, Мельбурн | Трава      | Шервуд Стюарт               | Марк Едмондсон Пол Макнамі             | 3–6, 6–7                |
| Поразка   | 17.  | 1984 | Richmond WCT, США                                | Килим      | Кевін Каррен                | Джон Макінрой Патрік Макінрой          | 6–7, 2–6                |
| Поразка   | 18.  | 1984 | Брюссель, Бельгія                                | Килим      | Кевін Каррен                | Тім Галліксон Том Галліксон            | 4–6, 7–6, 6–7           |
| Поразка   | 19.  | 1984 | Мілан, Італія                                    | Килим      | Кевін Каррен                | Павел Сложил Томаш Шмід                | 4–6, 3–6                |
| Поразка   | 20.  | 1985 | Мемфіс, США                                      | Килим      | Кевін Каррен                | Павел Сложил Томаш Шмід                | 6–1, 3–6, 4–6           |
| Поразка   | 21.  | 1985 | Атланта, США                                     | Килим      | Томаш Шмід                  | Пол Еннекон Хрісто ван Ренсбург        | 4–6, 3–6                |
| Поразка   | 22.  | 1987 | Мастерс Цинциннаті, США                          | Тверде     | Джон Фітцджералд            | Кен Флек Роберт Сегусо                 | 5–7, 3–6                |
| Поразка   | 23.  | 1988 | Токіо, Японія                                    | Тверде     | Девід Пейт                  | Джон Фіцджеральд (тенісист) Йохан Крік | 4–6, 7–6, 4–6           |

### Одиночний розряд: 6 (6 поразок)
| Результат | Ранг | Дата | Турнір                                           | Покриття   | Суперник       | Рахунок            |
| --------- | ---- | ---- | ------------------------------------------------ | ---------- | -------------- | ------------------ |
| Поразка   | 1.   | 1981 | Відкритий чемпіонат Австралії з тенісу, Мельбурн | Трава      | Йохан Крік     | 2–6, 6–7, 7–6, 4–6 |
| Поразка   | 2.   | 1982 | Мец, Франція                                     | Тверде (i) | Ерік Іскерскі  | 4–6, 3–6           |
| Поразка   | 3.   | 1982 | Мастерс Цинциннаті, США                          | Тверде     | Іван Лендл     | 2–6, 6–7           |
| Поразка   | 4.   | 1982 | Відкритий чемпіонат Австралії з тенісу, Мельбурн | Трава      | Йохан Крік     | 3–6, 3–6, 2–6      |
| Поразка   | 5.   | 1983 | Richmond WCT, США                                | Килим      | Гільєрмо Вілас | 3–6, 5–7, 4–6      |
| Поразка   | 6.   | 1984 | Richmond WCT, США                                | Килим      | Джон Макінрой  | 3–6, 6–7           |